# Ambrosia dumosa
Ambrosia dumosa ist eine Pflanzenart aus der Gattung Traubenkräuter (Ambrosia) innerhalb der Familie der Korbblütler (Asteraceae). Sie ist ein wesentlicher Bestandteil der „Kreosotbuschgemeinschaft“, die in der Mojave-Wüste (Kalifornien) und in der Sonora-Wüste (Arizona und nordwestliches Mexiko) die dominante Pflanzengesellschaft stellt. Englischsprachige Trivialnamen sind (white) bursage, bur sage, burro(w)(-)weed und burro bush.

## Beschreibung

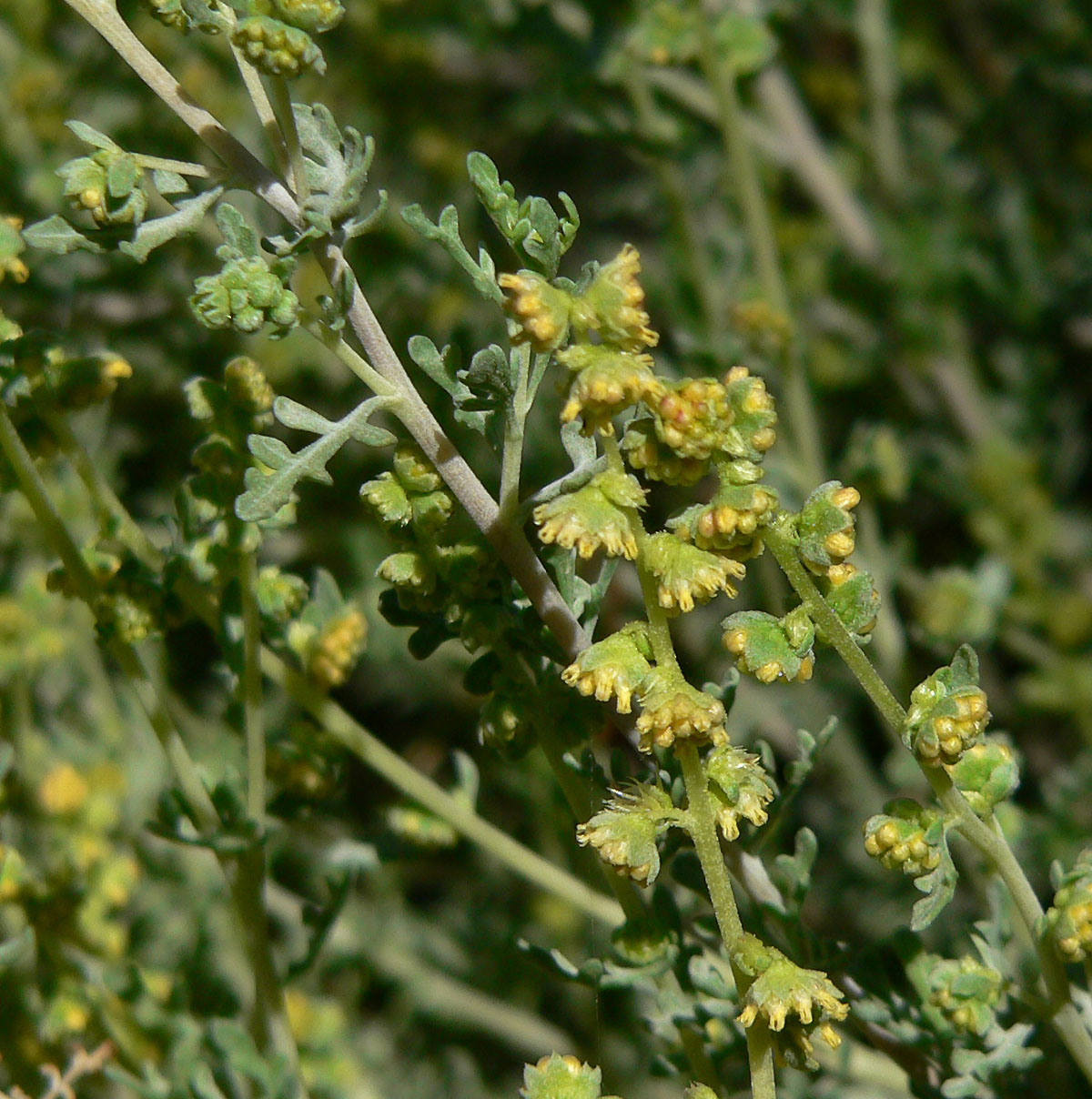
Zweige mit Laubblättern und Blütenkörbchen

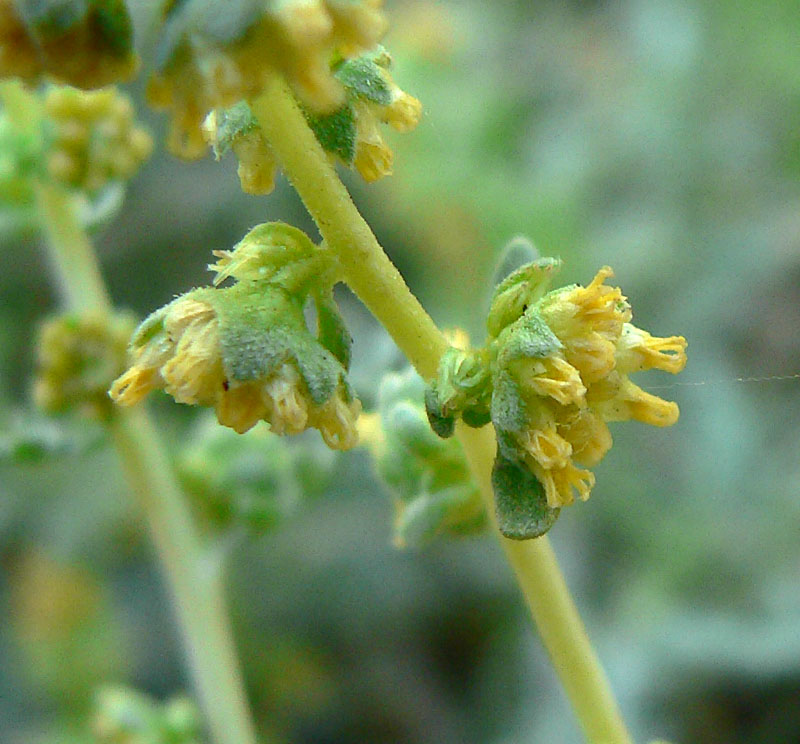
Männliche Blütenkörbchen mit gelben Blüten und verwachsenen Hüllblättern

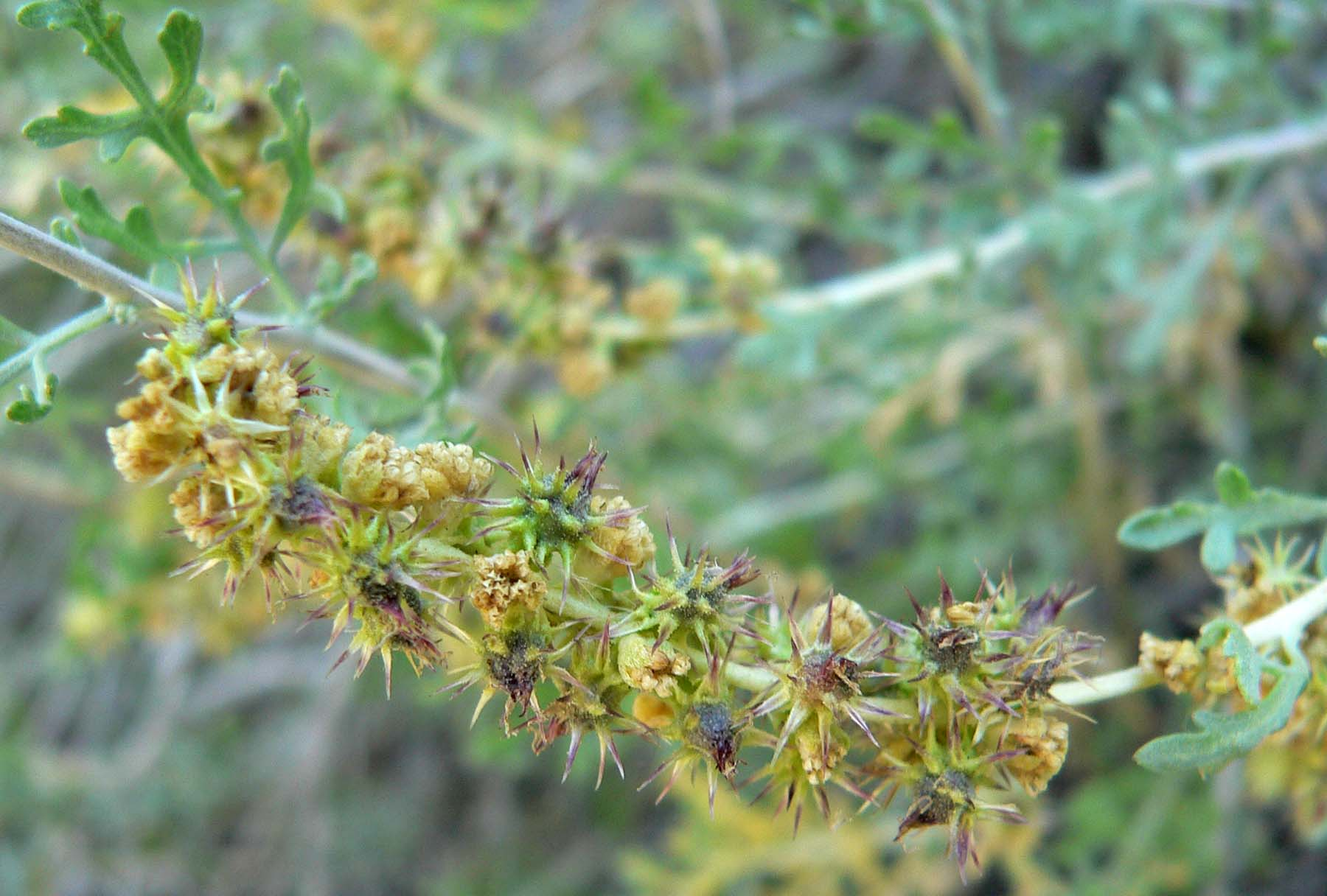
Zweige mit klettenartigen Fruchtständen

### Vegetative Merkmale
Ambrosia dumosa ist ein stark verzweigter Strauch, der Wuchshöhen von 20 bis 90 Zentimetern erreicht. Die vielen dünnen und starren Zweige bilden meist recht kompakte halbkugelförmige Polster. Die Rinde jüngerer Zweige ist dicht weich grau-weiß behaart. Es werden Rhizome gebildet.
Die mehr oder weniger gehäuft auf kurzen Zweigen stehenden Laubblätter sind fast sitzend. Die weich grau-weiß behaarte Blattspreite ist bei einer Länge von 5 bis 40 Millimetern im Umriss mehr oder weniger eiförmig und ein- bis dreifach gefiedert ist. Die Fiederblätter sind tief eingebuchtet.

### Generative Merkmale
Ambrosia dumosa ist einhäusig getrenntgeschlechtig (monözisch). Über die Gesamtlänge des Blütenstandes verteilt mischen sich weibliche unter männliche Blütenkörbchen. Die zahlreichen männlichen Blütenkörbchen besitzen einen Durchmesser von 3 bis 5 Millimetern, sind vielblütig und ihre Hüllblätter sind zu einem fünf- bis achtlappigem Involucrum verwachsen. Die Spreublätter sind spiralig angeordnet. Die männlichen Blüten sind gelb. Die Staubblätter sind frei. Die weiblichen Blütenkörbchen enthalten nur zwei Blüten ohne Krone. Die Griffeläste sind relativ lang.
Die gold- bis purpurfarbeige oder braune Klettfrucht ist bei einem Durchmesser von 5 bis 9 Millimetern kugelförmig. Neben mikroskopisch feinen Härchen tragen sie 12 bis 35 abgeflachte, gerade Stacheln, die unregelmäßig über die Oberfläche verteilt sind. Es ist kein Pappus vorhanden.

## Ökologie
Ambrosia dumosa kann sich sowohl vegetativ als auch generativ fortpflanzen. Auf Grund der vegetativen Fortpflanzungsweise kann die Pflanze ein sehr hohes Alter erreichen. Diese Ansicht wird aber nicht von allen Forschergruppen geteilt – immerhin gehen auch konservative Abschätzungen noch von einem Alter um 50 Jahre aus.
Das Wurzelsystem von Ambrosia dumosa geht von einer segmentierten Wurzelkrone aus und besteht hauptsächlich aus Seitenwurzeln. Die Wurzeln können die fünf- bis fünfzehnfache Länge der Sprossachse erreichen und bis auf eine Tiefe von 70 Zentimeter in den Boden eindringen. Während Dürreperioden geht die Pflanze in einen Ruhezustand über und verliert sämtliche Blätter, um so transpirativem Wasserverlust entgegnen zu können. Im Ruhezustand kann sie anhand der Längsriefen an den kürzeren Stängeln identifiziert werden.
Die Blütezeit von Ambrosia dumosa liegt gewöhnlich im Frühjahr und Sommer, bei genügend Niederschlag selbst noch im Herbst.
Die Früchte können sich in Fell und Haaren von Tieren festsetzen und dann über weite Flächen verstreut werden. Die reichlichen Samen beginnen nach größeren Niederschlägen meist in offenem Gelände zu keimen.
Ähnlich wie bei anderen Ambrosia-Arten kann der Pollen von Ambrosia dumosa starke Allergien verursachen.

### Wechselwirkungen mit anderen Pflanzenexemplaren und Pflanzenarten
Studien an Ambrosia dumosa zeigten eine allelopathische Wechselwirkung mit Kreosotbusch (Larrea tridentata), wobei letzterer einen wachstumshemmenden chemischen Wirkstoff gegenüber Ambrosia dumosa absondert. Andere Untersuchungen wiederum deuten darauf hin, dass die Wurzeln von Ambrosia dumosa einen Wirkstoff erzeugen, der benachbarte Pflanzenteile der eigenen Art fernhält, um so einen unnötigen Wettbewerb um Grundwasser zu unterbinden.

## Verbreitung
Ambrosia dumosa gilt als eine der Charakterpflanzen der Mojave-Wüste, kommt aber genauso in der Sonora-Wüste vor. Ihr Verbreitungsgebiet sind die US-amerikanischen Bundesstaaten Arizona, Kalifornien, Nevada und Utah, in Mexiko die Bundesstaaten Baja California und Sonora. Nördlichster Punkt dieses Gebietes ist das südwestliche Utah, die Südgrenze bildet die Insel Tiburon im Golf von Kalifornien und die Bahía de los Ángeles in Niederkalifornien.

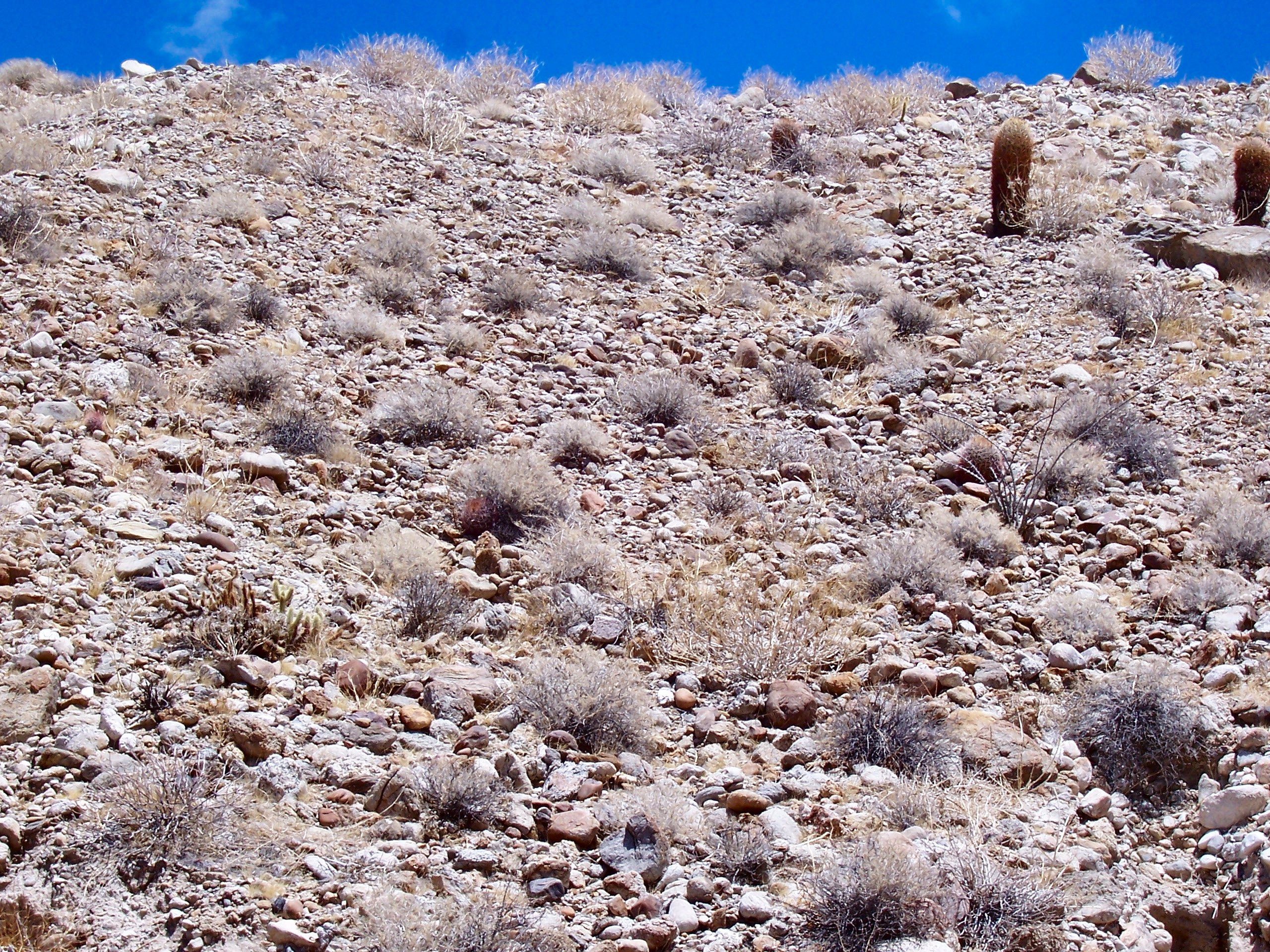
Habitat

## Ökosystem und Pflanzengemeinschaften
Ambrosia dumosa gehört dem Wüstenstrauch-Ökosystem an. Eine dominante bzw. kodominante Stellung nimmt diese Pflanzenart meist in Pflanzengemeinschaften mit dem Kreosotbusch, Larrea tridentata, ein (Kreosotbuschgemeinschaft der Sonora- und der Mohave-Wüste). Darüber hinaus tritt sie in folgenden Pflanzengemeinschaften auf:
- in der Josua-Palmlilie-Pleuraphis rigida-Assoziation
- in der Saguaro (Carnegiea gigantea)-Paloverde-Busch (Parkinsonia)-Assoziation (Paloverde-Kakteenstrauchassoziation nach A. W. Kuchler) und
- in der gemischten Holzstrauchassoziation der Mojave-Wüste.

## Umweltfaktoren und Standort
Ambrosia dumosa ist in ihren Standorten recht hohen Temperatur- (−15 °C bis 47 °C) und Niederschlagsschwankungen (jährliche Niederschlagsmenge meist zwischen 100 und 300 Millimeter) ausgesetzt. Bei extremer Kälte oder Hitze geht diese Pflanze in einen Ruhezustand über, bei extremer Trockenheit wirft sie zusätzlich ihre Blätter ab. Sie gedeiht in Arroyos, auf Bajadas (koaleszierende alluviale Fächer), auf sanften Hängen, in Talböden und auf Sanddünen. Die Böden sind kalkhaltig, sandig oder alluvialen Ursprungs und werden oft von einem Caliche-Horizont unterlagert. Ambrosia dumosa wird gewöhnlich unterhalb von Höhenlagen von 900 Metern angetroffen, sie kann jedoch gelegentlich bis auf 1600 Meter aufsteigen. Sie ist eine Pionierpflanze und meist auf offenen Standorten zu finden.

## Weiterführende Literatur
- Allen A. Schoenerr: A Natural History of California. Berkeley: University of California Press, 1992, ISBN 0-520-06922-6.
- Philip A. Munz, David D. Keck: A California flora. Berkeley & Los Angeles: University of California Press, 1959. 1104 p.